# L'Esquerda (Fenolleda)
L'Esquerda (l'endònim occità essent l'Esquèrda, oficialment Lesquerde) és un municipi de la comarca de la Fenolleda, al departament dels Pirineus Orientals. A 350 m d'altitud, al peu del sector més muntanyós del terme, format per un agrupament poc compacte de cases, dominades pels abruptes vessants calcaris de la serra, i centrat per l'església parroquial, que és un edifici relativament modern (segles XVII o XVIII). Conforma el límit septentrional de la comarca natural de l'Altiplà de Sornià.
El gentilici és esquerdanhòl, esquerdanhòla.

## El terme
El terme municipal de l'Esquerda, de 15,67 km², es troba a la Vall de l'Aglí, aigua avall del congost de la clua de la Fou, i forma una llarga i estreta franja (uns 9 km de W a E per uns 2 km de N a S) marcada al límit septentrional per la carena de la serra de l'Esquerda o de L'Artiga del Baurien. Comprèn el poble de l'Esquerda, que agrupa pràcticament tota la població del municipi, i alguns masos o antigues bordès. Limita amb els termes de Sant Pau de Fenollet i Maurí al N. Rasigueres a l'E i SE, Lançac i Certernac al S, i Sant Martí de Fenollet al SW i W. Al sector de ponent i seguint de prop el curs de l'Aglí, passa la carretera D-619, de Sant Pau de Fenollet a Prada, de la qual surten brancals vers el poble i vers altres localitats veïnes.

## Orografia
La serra de l'Artiga de Baurien, dita també de l'Esquerda, forma una barrera insuperable de calcaris blancs que domina amb un penya-segat de 200 a 300 m el territori de vinyes i de matolls i limita al S el gran sinclinori de Sant Pau de Fenollet; s'alça en direcció W-E des de Castellfisel fins al coll de Portelh, arriba a 609 m a l'extrem NW i baixa vers llevant. L'Aglí la fendeix al pont de la Fou i és practicada pel coll de l'esquerda i l'esmentat De Portelh; més a llevant s'alça Lo Bac de l'Albesa (550 m), límit NE. Al peu d'aquesta carena baixen alguns torrents vers l'Aglí a travçes d'una zona granítica, part del massís de granits hercinians de Centernac-l'Esquerda. Més enllà de l'Aglí (serra de Cors, Delhà l'Aiga) apareixen fragments de la cobertora calcària antiga del massís granític; en aquest sector hi ha claps d'alzines, però a la resta del territori hi ha, sobretot brolles, matolls i garrigues.
La superfície agrícola ocupa 318 ha, dedicades bàsicament a la vinya, i de les quals un seixanta per cent aproximadament són de denominació d'origen controlada i la resta d'altres; hi ha també 8 ha de pastures i farratges.
Hom havia explotat mines de ferro al NW. del poble i a Delhà l'Aiga, també de mini, i encara s'extrau pedra de guix que hom tracta als forns de Sant Pau de Fenollet; el guix de l'Esquerda de molt bona qualitat i utilitzat a tota la Catalunya Nord i al Llenguadoc veí ha donat anomenada al poble, les pedreres de feldespat de Rasigueres han estat sempre explotades des de l'Esquerda.

## Història
El lloc surt esmentat al segle xiv (la Squerda el 1395) i el capítol de Sant Pau de Fenollet hi tenia diversos drets i rendes. Però a poca distància al SE del poble hi ha una notable església romànica, dedicada a Sant Roc, de nau única i absis semicircular, que palesa que el lloc era habitat anteriorment.
Un jaciment de neolític (rodes de molí de granit, ceràmica, pedres tallades) es va localitzar pels anys 1970 al NW del coll de Portelh, a l'extrem N del terme, més a llevant del poble, i també un antic habitatge fortificat (oppidum) als vessants de la serra de L'Artiga del Baurien, datable de la primera edat del ferro, ja a l'època romana sens dubte en relació amb les antigues mines de ferro, abundants al territori.

## Geografia

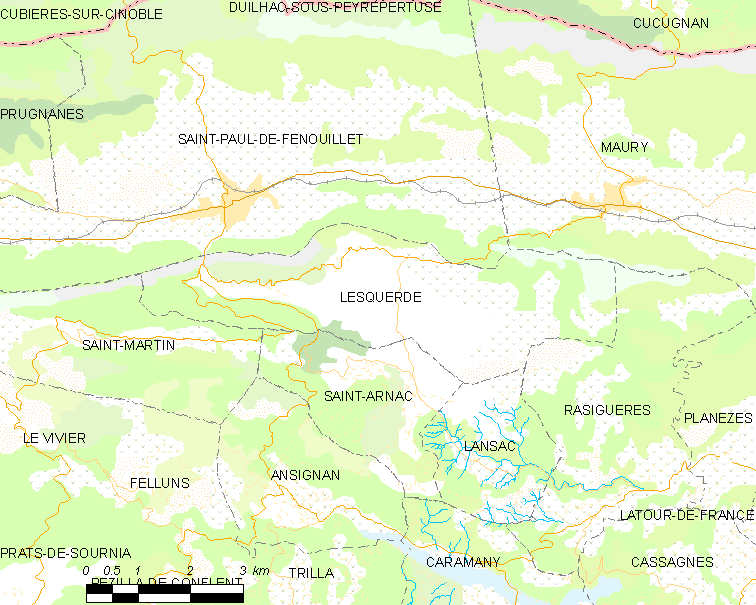
Mapa de la comuna de L'Esquerda

## Administració i política

### Alcaldes
| Alcalde           | Període     |
| ----------------- | ----------- |
| Marie-Josée Bezia | 2001 - 2008 |
| Jacques Barthes   | 2008-       |

## Demografia
La població era de 8 focs el 1367 i a mitjan segle xviii nomes hi havia 70 habitants i el 1789 havia pujat a 28 focs. El 1818 el cens era de 118 h. el 1836 de 172 i arribà als 200 h el 1861, xifra que s'ha anat mantenint amb alts i baixos i una clara tendència a disminuir els darrers anys; 189 el 1896;, 220 el 1926, 198 el 1954, a partir d'aquí millor consultar el gràfic. La causa de l'evolució negativa de l'explotació del guix i del feldespat i als problemes puntuals de la viticultura.

Població 1962-2008